# Cabo West
O cabo West (em inglês:  West Cape) é um cabo no extremo ocidental da Ilha Sul da Nova Zelândia, no Parque Nacional Fiordland, entre o Dusky Sound e Chalky Inlet.